# 복음성가
복음 성가 또는 가스펠 음악(Gospel music)은 기독교인의 믿음을 나타내기 위해 작곡한 대중적인 음악을 말한다.
다른 형태의 기독교 음악처럼 복음 성가의 저작, 연주, 중요성, 정의는 문화와 사회 환경에 따라 다양하다. 복음 성가는 여러 목적으로 작곡하여 연주한다. 이를테면 일반적인 목적은 복음의 증거이지만 기쁨을 드러내기 위해서나 종교적이거나 의식적인 목적으로 복음성가를 연주할 수 있다. 복음 성가 대부분의 주제는 일반적으로 삼위일체 찬미다.

## 역사
복음성가는 1873년에 미국의 기독교 근본주의적인 전도사인 드와이트 라이먼 무디(Moody)의 부흥 운동에서 비롯하였다. 당시 복음성가는 오늘날의 찬송가에 보이는 것으로도 알 수 있듯이 현대의 복음성가와는 성격이 달랐다. 1899년 무디가 죽자 인간의 감성을 자극하는 복음성가와 설교로 진행되었던 무디의 테크노 복음주의(Techno-Evangelicals)운동은 곧 시들해졌다. 당시 대중 오락시설이 별로 없었기에 사람들의 삶은 단조로웠고, 특히 기독교도들에게는 특별한 오락이 없었다. 이 까닭에 사람들 사이에서 감성적인 복음성가가 자주 불리게 되었다. 이에 따라 복음성가는 본래의 목적인 복음 전달이 아닌 일상생활을 위한 노래로 성격이 바뀌어가고, 가사 내용도 단순하게 바뀌었다. 음악적으로도 흑인 기독교인들의 고난의 영성이 음악으로 표현된 흑인 영가와 영합하여 마침내 재즈 리듬까지 도입함으로써 극히 대중적인 성격을 띠게 되었다. 현대 기독교 문화로 비추어 보았을 때 복음성가는 현대적인 문화와 신앙적 요소가 접목된 ccm과 함께 여전히 많은 기독교인들에게 불리고 있다. 

## 같이 보기
- 솔 음악
- 현대 기독교 음악